# Serowe
Serowe est une ville du Botswana. Elle est la capitale de la région centrale. L'ethnie majoritaire s'appelle les Bangwatos. Il y a d'autres ethnies qui y habitent comme les Basarwas et les Kalangas. La ville se trouve au nord-est de la capitale Gaborone. Lors du recensement de 2011, elle comptait 50 820 habitants.
La ville a été fondée par Khama III, l'arrière-grand-père du président de la république du Botswana, le lieutenant général Ian Khama. Par ailleurs, le premier président Seretse Khama et le troisième président Festus Mogae du Botswana étaient originaires de cette ville.

## Géographie

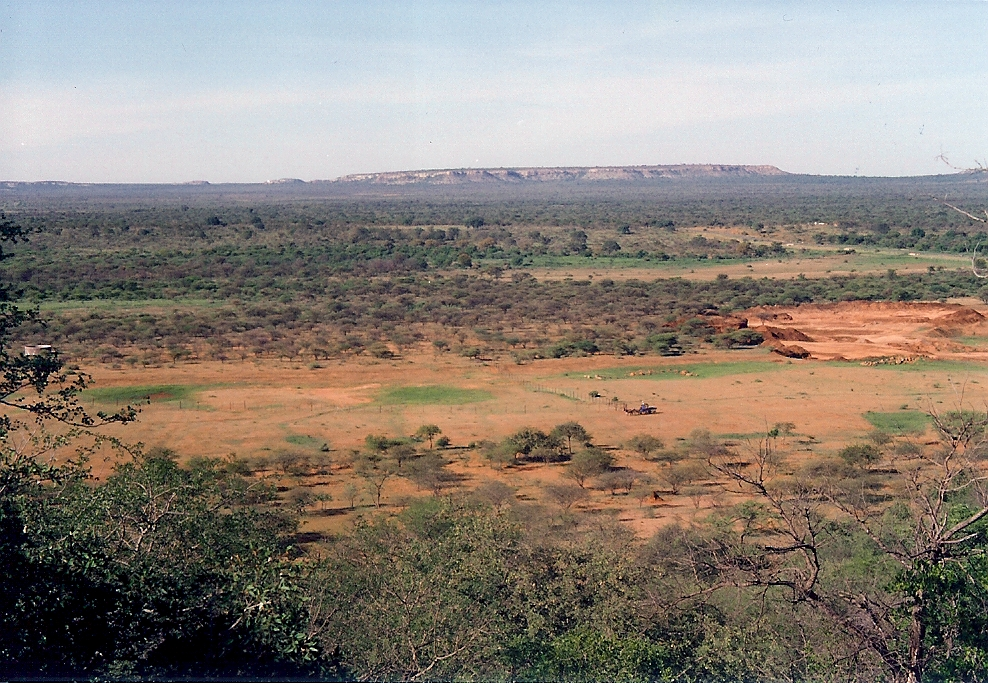
Paysage autour de Serowe.

La ville se trouve dans la région centrale, au nord-est de la capitale Gaborone.

## Histoire
La ville a été fondée par Khama III, l'arrière-grand-père du président de la république du Botswana, le lieutenant général Ian Khama.

## Personnalités
- Le premier président Seretse Khama et le troisième président Festus Mogae du Botswana étaient originaires de cette ville.
- La juge de la Cour Pénale internationale Sanji Mmasenono Monageng y est également née en 1950.
- Lécrivaine Gothataone Moeng y est née.